# Andrew Watson (Rennfahrer)

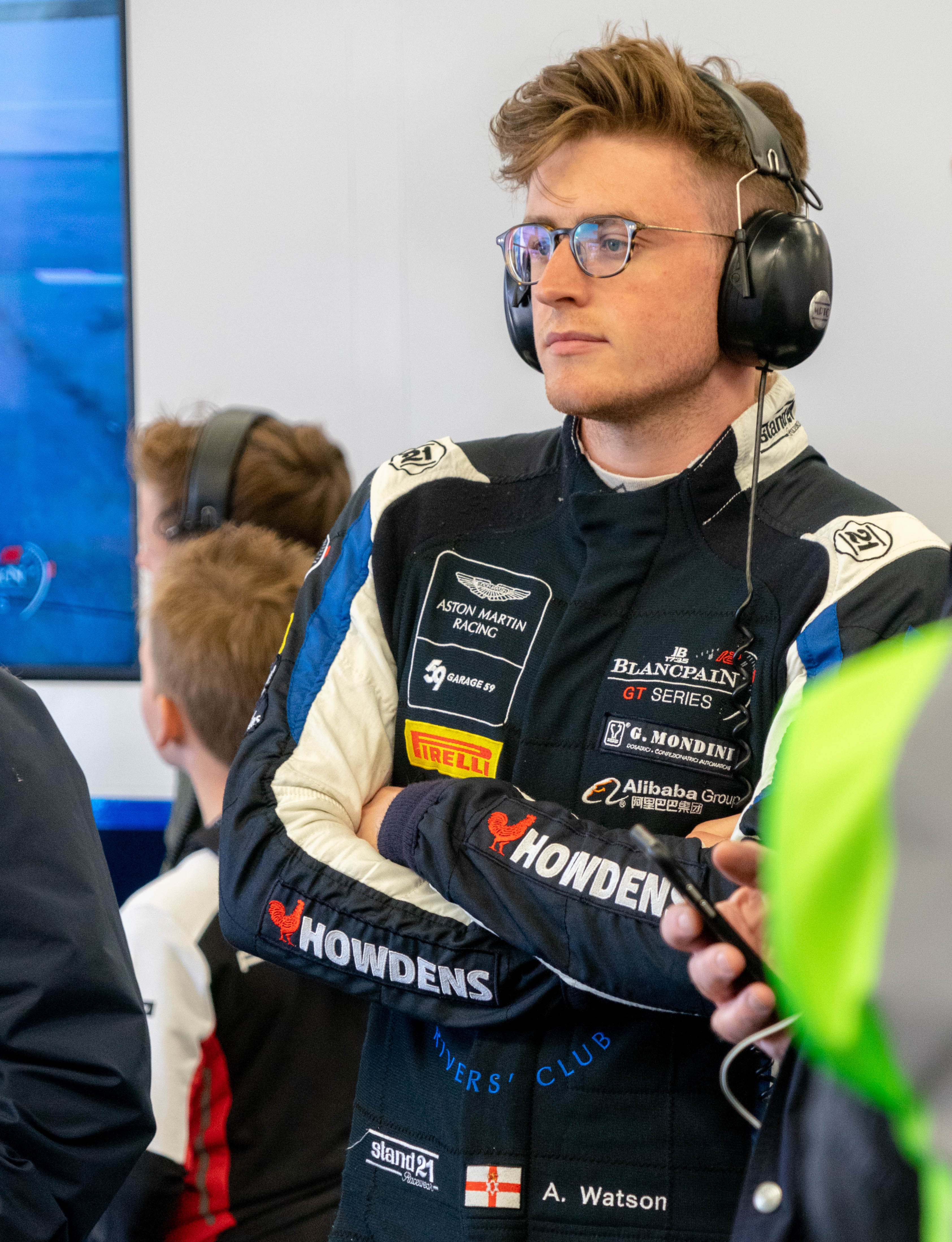
Andrew Watson 2019

Andrew Watson (* 21. Januar 1995 in Belfast) ist ein in Nordirland geborener britischer Autorennfahrer.

## Karriere als Rennfahrer
Die Karriere von Andrew Watson begann 2010 in der irischen Ginetta-Junior-Serie, die er als Siebter beendete. Watson blieb bis 2013 in dieser Nachwuchsserie, ehe er 2013 im Alter von 18 Jahren in den Ginetta GT Supercup wechselte, mit einem vierten Endrang 2014 als bestem Ergebnis in dieser Serie (Meister Charlie Robertson).
Ab 2015 startete er in unterschiedlichen GT- und Sportwagenserien. Er fuhr in der Britischen GT-Meisterschaft, der Blancpain Endurance Series und seit 2019 in der FIA-Langstrecken-Weltmeisterschaft. Sein Debüt beim 24-Stunden-Rennen von Le Mans folgte 2020. Als Partner von Mike Wainwright und Ben Barker erreichte er im Porsche 911 RSR Platz 29 in der Gesamtwertung.

## Statistik

### Le-Mans-Ergebnisse
| Jahr | Team             | Fahrzeug                 | Teamkollege     | Teamkollege    | Platzierung | Ausfallgrund |
| ---- | ---------------- | ------------------------ | --------------- | -------------- | ----------- | ------------ |
| 2020 | Gulf Racing      | Porsche 911 RSR          | Mike Wainwright | Ben Barker     | Rang 29     |              |
| 2021 | D'station Racing | Aston Martin Vantage AMR | Satoshi Hoshino | Tomonobu Fujii | Rang 33     |              |

### Einzelergebnisse in der FIA-Langstrecken-Weltmeisterschaft
| Saison  | Team             | Rennwagen                | 1   | 2   | 3   | 4   | 5   | 6   | 7   | 8   |
| ------- | ---------------- | ------------------------ | --- | --- | --- | --- | --- | --- | --- | --- |
| 2019/20 | Gulf Racing      | Porsche 911 RSR          | SIL | FUJ | SHA | BAH | AUS | SPA | LEM | BAH |
| 2019/20 | Gulf Racing      | Porsche 911 RSR          | 21  | 26  | 27  | 21  | 25  | 26  | 29  |     |
| 2021    | D'station Racing | Aston Martin Vantage AMR | SPA | POR | MON | LEM | BAH | BAH |     |     |
| 2021    | D'station Racing | Aston Martin Vantage AMR | 26  | DNF | 21  | 33  | 28  | 26  |     |     |